# Blasenkopffliegen
Blasenkopffliegen (Conopidae), auch Dickkopffliegen genannt, stellen eine Familie der Zweiflügler (Diptera) dar. Innerhalb dieser werden sie den Fliegen (Brachycera) zugeordnet. Es handelt sich dabei um kleine bis mittelgroße Fliegen, die sich durch einen aufgeblasen wirkenden Kopf auszeichnen.

## Merkmale der Blasenkopffliegen
Die Blasenkopffliegen erreichen eine Körperlänge von drei bis 18 Millimetern und können eine sehr unterschiedliche Gestalt haben. Allen gemein ist der große, aufgeblasen wirkende Kopf, der häufig eine durchscheinende Stirnblase trägt. Der Rüssel ist kurz und dick oder charakteristisch lang ausgezogen. Einige Arten tragen einen „Backenbart“. Die Flügel sind lang und schmal und durchsichtig, manchmal allerdings auch violett oder bräunlich gefärbt. Der Brustbereich ist manchmal mit dunklen Flecken und einer charakteristischen Silberzeichnung ausgestattet.
Variabel ist der Hinterleib der Tiere. Dieser kann sowohl kurz und dick sowie länglich dünn oder sogar wespenähnlich gestielt sein. Viele Arten sind auffällig gefärbt, häufig wie die Schwebfliegen (Syrphidae) in Gelb- und Brauntönen. Auffällig bei den Dalmannia-Arten ist eine lange, gegen den Bauch eingeschlagene Legeröhre.

## Lebensweise der Blasenkopffliegen
Die Blasenkopffliegen sind Blütenbesucher und ernähren sich von Nektar. Dabei sind einige Arten bereits sehr früh im Jahr an Frühblühern wie den Weiden, Schwarzdorn und Disteln zu finden. Spätere Arten befliegen meist Korbblütler sowie Doldenblütler. Besonders morgens sitzen die Tiere häufig auf sonnenbeschienenen Blättern.
Besonders häufig lassen sich Blasenkopffliegen in Trocken- und Halbtrockenrasen beobachten, wo sie auch die Wirte für ihre Nachkommen finden: hauptsächlich Hummeln und Wespen.

## Fortpflanzung und Entwicklung
Die Blasenkopffliegen sind Parasitoide, sie entwickeln sich in verschiedenen anderen Insekten. Ihre Hauptwirte sind dabei Hummeln und Wespen, seltener auch Furchenbienen und Heuschrecken. Viele Arten sind bei der Auswahl ihrer Wirte relativ unspezifisch, entsprechend variiert auch die Größe der Tiere derselben Art. Die Eier werden im Flug an sitzende oder langsam fliegende Wirtstiere abgelegt. Die Larven schlüpfen und dringen in den Hinterleib der Wirte ein, die sie ausfressen. Die Überwinterung erfolgt im toten Wirt.

## Systematik
Der Familie Conopidae sind 830 Arten in 52 Gattungen zugeordnet.
Die Familie der Blasenkopffliegen ist in Europa mit etwa 14 Gattungen und über 80 Arten vertreten.

### Gattungen in Europa
Gattungen in Europa und Zuordnung zu den höheren Taxa:
- Conopinae
  - Conopini
    - Conops
    - Leopoldius
    - Physocephala

  - incertae sedis
    - Abrachyglossum
    - Neobrachyglossum
    - Tropidomyia
- Dalmanniinae
  - Dalmannia
- Myopinae
  - Myopini
    - Melanosoma
    - Myopa
    - Myopotta
    - Thecophora

  - Sicini
    - Sicus
- incertae sedis
  - Brachyceraea
  - Zodion

### Arten in Europa
Im Folgenden eine Liste der Arten in Europa:
- Dolden-Kurzrüsseldickkopffliege (Abrachyglossum capitatum) Loew, 1847
- Brachyceraea brevicornis Loew, 1847
- Helle Wespendickkopffliege (Conops ceriaeformis) Meigen, 1824
- Conops elegans Meigen, 1824
- Conops flavicaudus Bigot, 1880
- Conops flavifrons Meigen, 1824
- Conops flavipes Linnaeus, 1758
- Conops insignis Loew, 1848
- Conops longiventris Kröber, 1916
- Conops maculatus Macquart, 1834
- Vierstreifige Dickkopffliege oder Gelbfuß-Wespendickkopffliege (Conops quadrifasciatus) De Geer, 1776
- Conops rufiventris Macquart, 1849
- Conops scutellatus Meigen, 1804
- Conops silaceus Wiedemann in Meigen, 1824
- Conops strigatus Wiedemann in Meigen, 1824
- Große Wespendickkopffliege (Conops vesicularis) Linnaeus, 1761
- Conops vitellinus Loew, 1847
- Conops weinbergae Camras & Chvála, 1984
- Dalmannia aculeata Linnaeus, 1761
- Dalmannia confusa Becker, 1923
- Dalmannia dorsalis Fabricius, 1794
- Dalmannia marginata Meigen, 1824
- Dalmannia punctata Fabricius, 1794
- Leopoldius brevirostris Germar, 1827
- Leopoldius cabrilsensis Carles-Tolrá, 2000
- Leopoldius calceatus Rondani, 1857
- Leopoldius coronatus Rondani, 1857
- Leopoldius diadematus Rondani, 1845
- Leopoldius signatus Wiedemann in Meigen, 1824
- Leopoldius valvatus Kröber, 1914
- Melanosoma bicolor Meigen, 1824
- Melanosoma mundum Czerny, 1909
- Melanosoma nigritarse Strobl, 1902
- Myopa buccata Linnaeus, 1758
- Myopa curtirostris Kröber, 1916
- Myopa dorsalis Fabricius, 1794
- Myopa extricata Collin, 1960
- Myopa fasciata Meigen, 1804
- Myopa minor Strobl, 1906
- Myopa mixta Frey, 1958
- Myopa morio Meigen, 1804
- Myopa occulta Wiedemann in Meigen, 1824
- Myopa picta Panzer, 1798
- Myopa polystigma Rondani, 1857
- Myopa stigma Meigen, 1824
- Myopa strandi Duda, 1940
- Frühe Buckelblasenkopffliege (Myopa tessellatipennis) Motschulsky, 1859
- Myopa testacea Linnaeus, 1767
- Myopa variegata Meigen, 1804
- Myopa vicaria Walker, 1849
- Myopotta pallipes Wiedemann in Meigen, 1824
- Myopotta rubripes Villeneuve, 1909
- Neobrachyglossum punctatum Kröber, 1915
- Physocephala antiqua Wiedemann, 1830
- Physocephala chrysorrhoea Meigen, 1824
- Physocephala curticornis Kröber, 1915
- Physocephala lacera Meigen, 1824
- Physocephala laeta Becker, 1913
- Physocephala laticincta Brullé, 1832
- Physocephala nigra De Geer, 1776
- Physocephala pusilla Meigen, 1824
- Dunkle Stieldickkopffliege (Physocephala rufipes) Fabricius, 1781
- Physocephala truncata Loew, 1847
- Physocephala vaginalis Rondani, 1865
- Physocephala variegata Meigen, 1824
- Helle Stieldickkopffliege (Physocephala vittata) Fabricius, 1794
- Sicus abdominalis Kröber, 1915
- Sicus alpinus Stuke, 2002
- Gemeine Breitstirnblasenkopffliege (Sicus ferrugineus) Linnaeus, 1761
- Sicus fusenensis Ôuchi, 1939
- Sicus nigritarsis Zimina, 1975
- Thecophora atra Fabricius, 1775
- Thecophora distincta Wiedemann in Meigen, 1824
- Thecophora fulvipes Robineau-Desvoidy, 1830
- Thecophora longirostris Lyneborg, 1962
- Thecophora melanopa Rondani, 1857
- Thecophora pusilla Meigen, 1824
- Tropidomyia aureifacies Kröber, 1915
- Zodion caesium Becker, 1908
- Zodion carceli Robineau-Desvoidy, 1830
- Zodion cinereum Fabricius, 1794
- Zodion erythrurum Rondani, 1865
- Zodion notatum Meigen, 1804

## Bilder
Hier einige Vertreter der in Europa präsenten Gattungen:

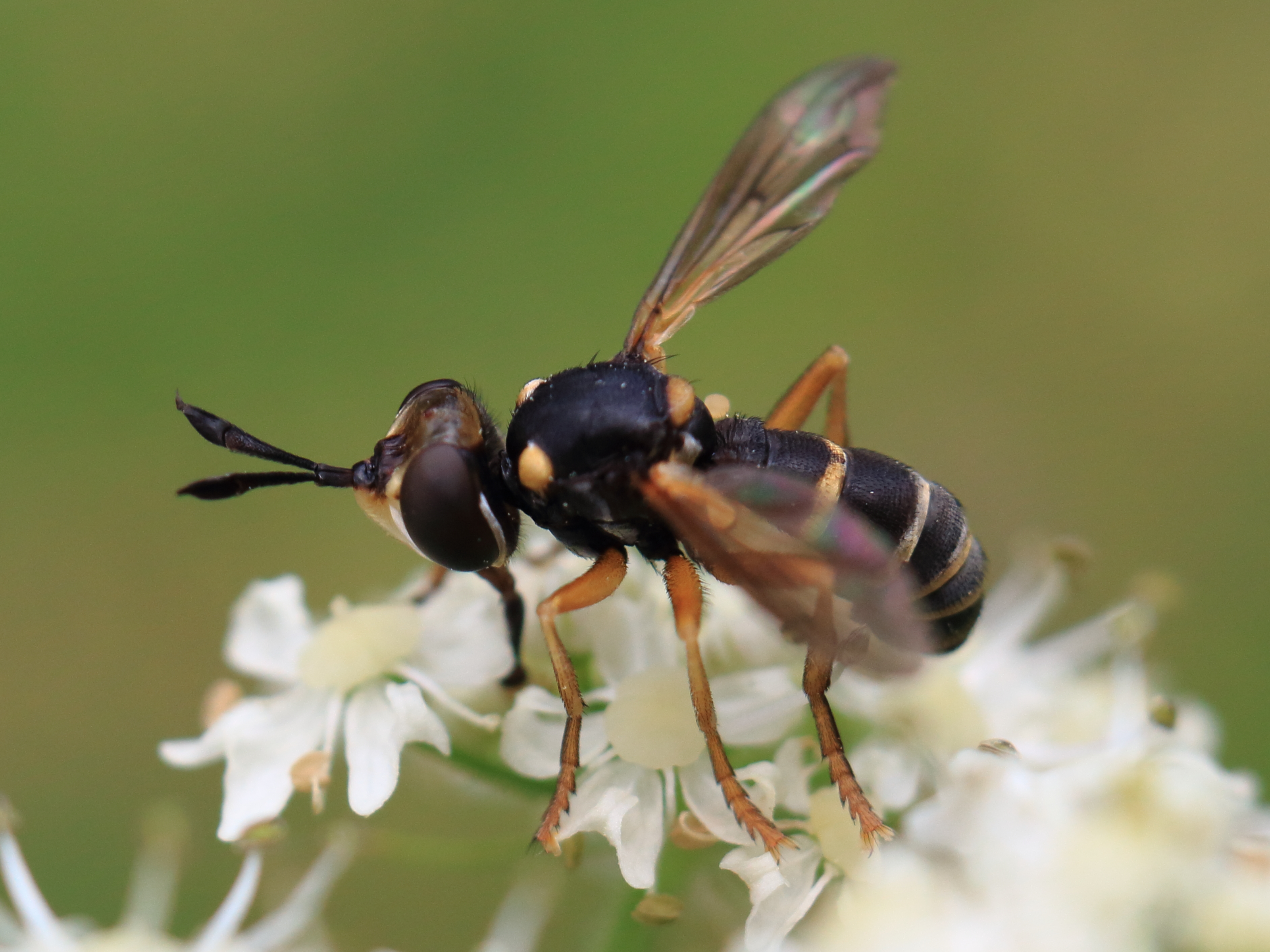
Abrachyglossum capitatum
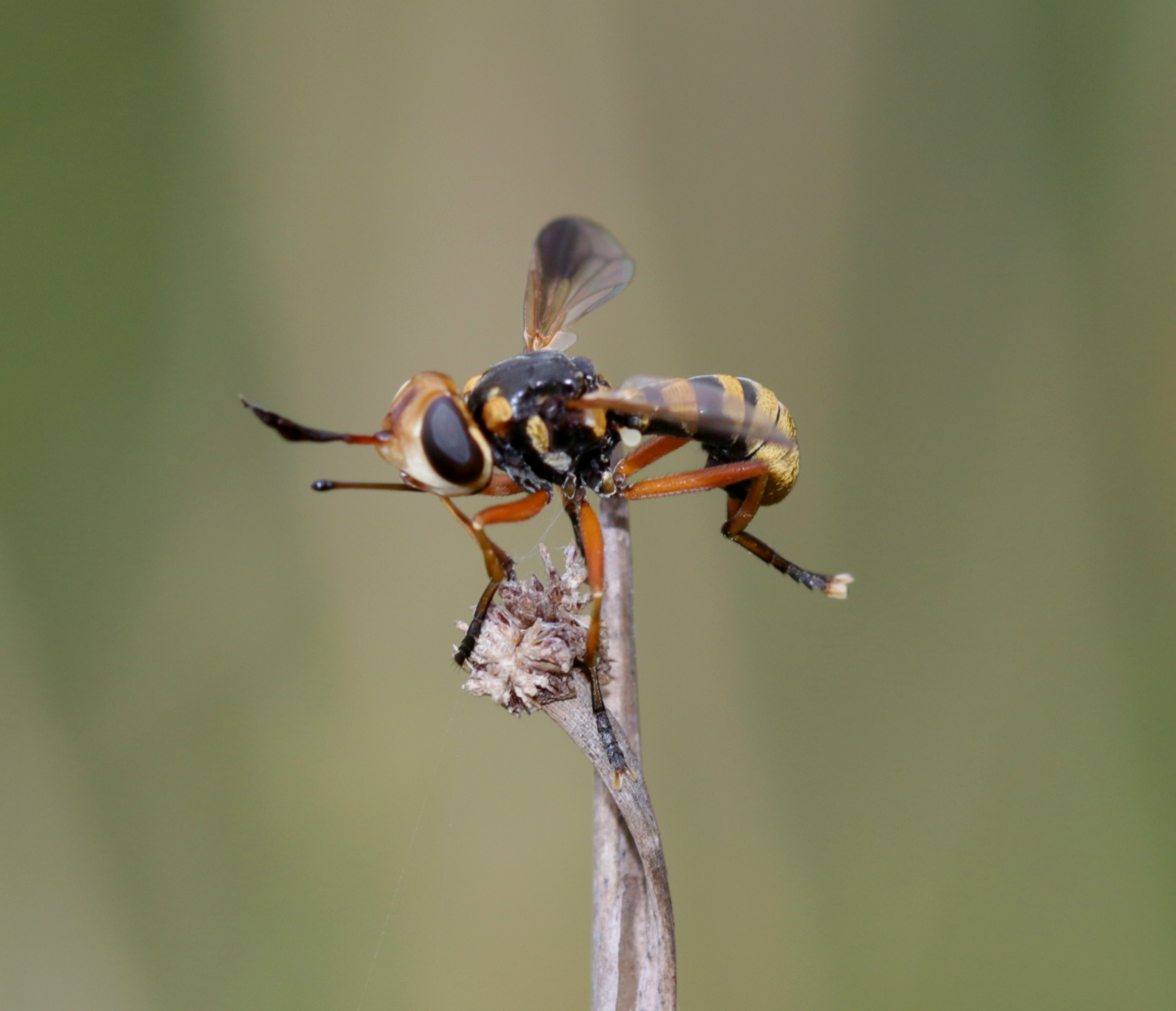
Conops insignis
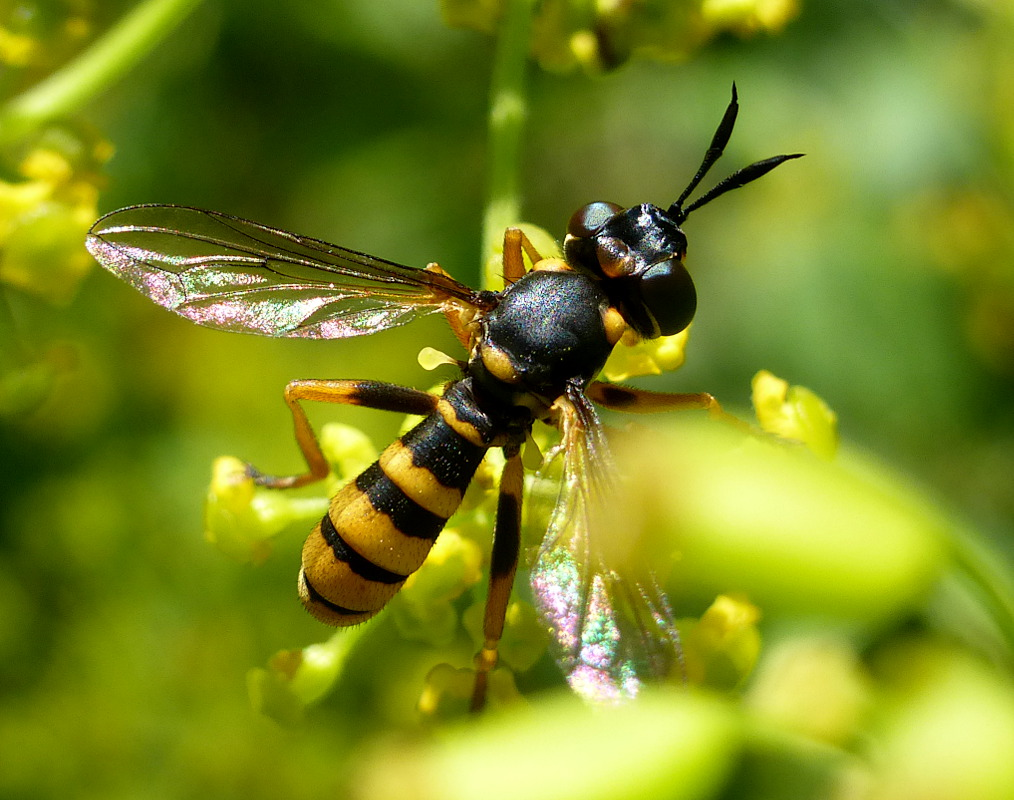
Leopoldius brevirostris
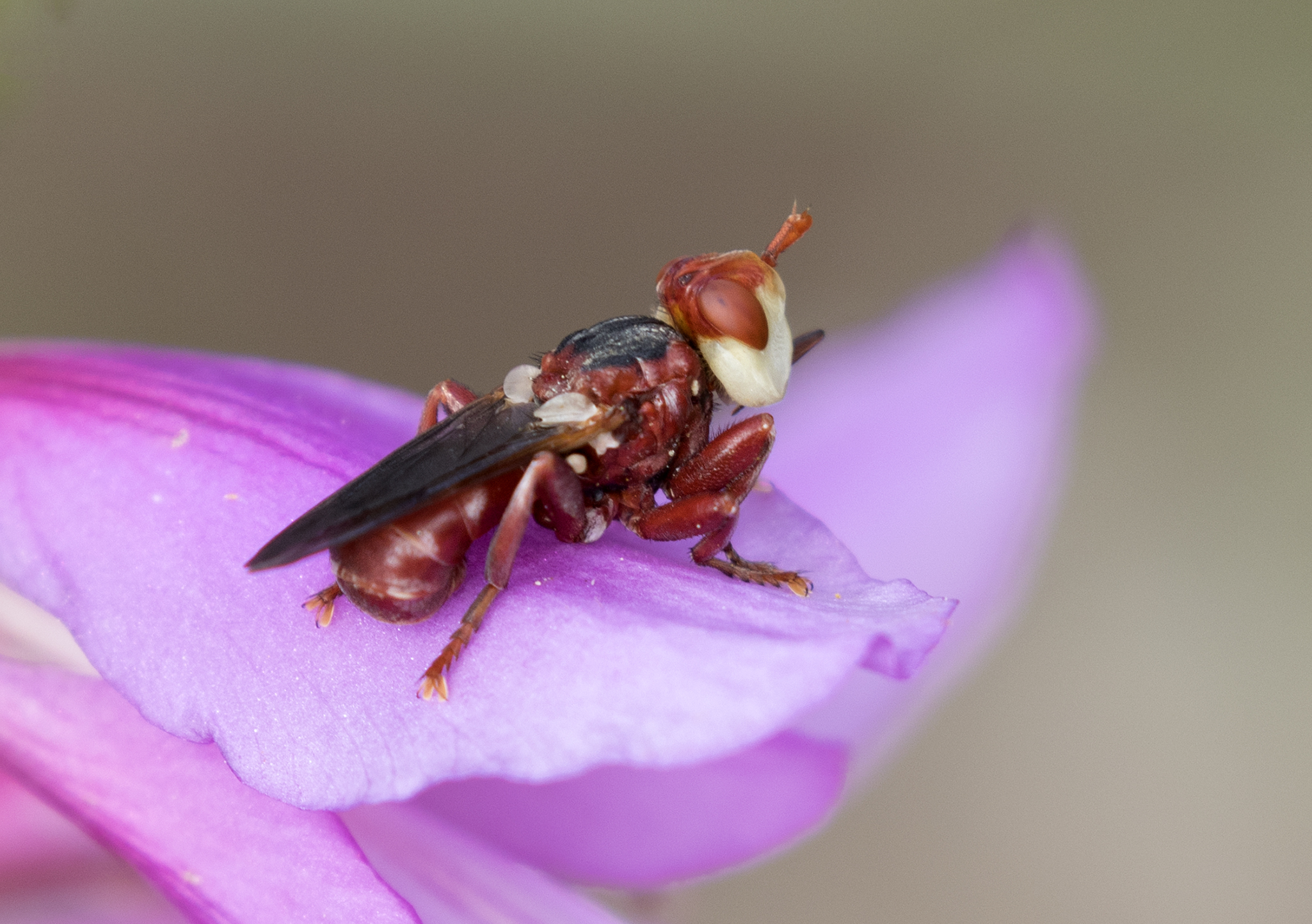
Myopa dorsalis
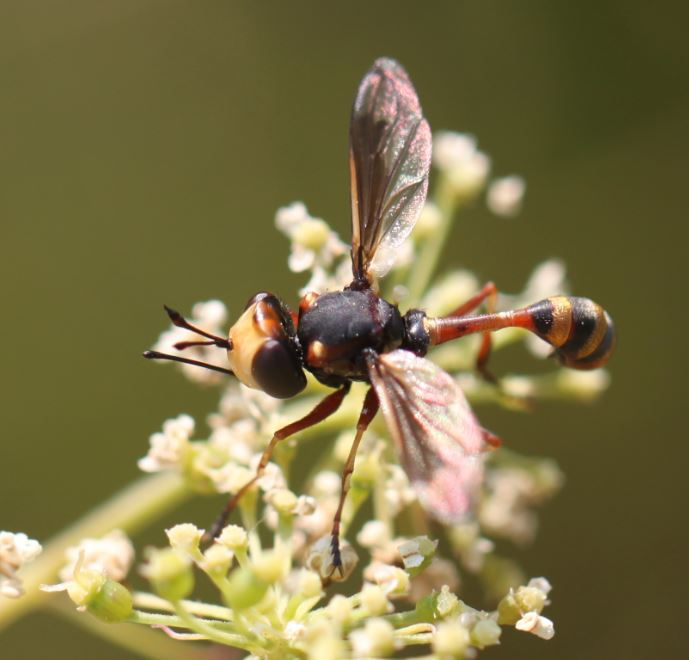
Physocephala vittata
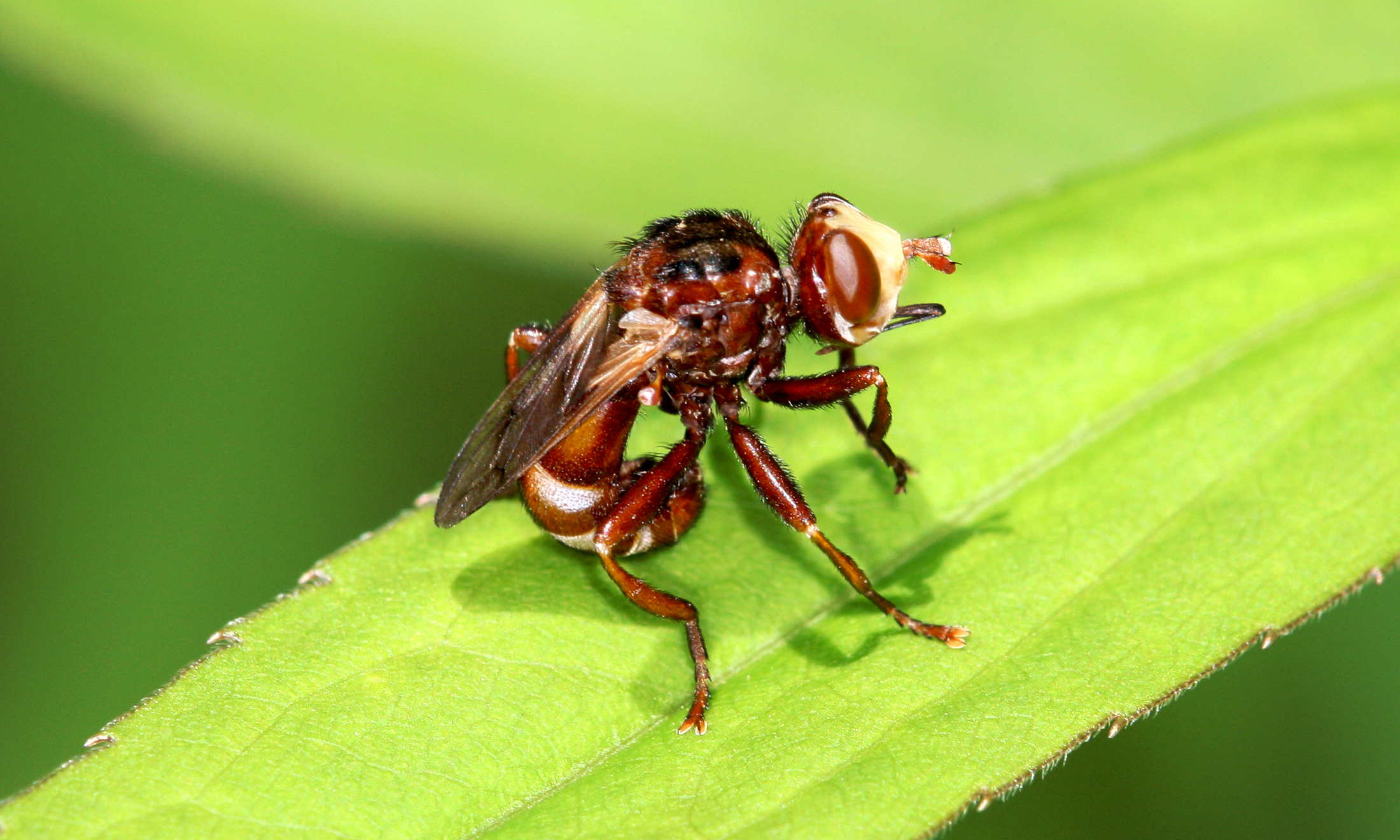
Sicus ferrugineus
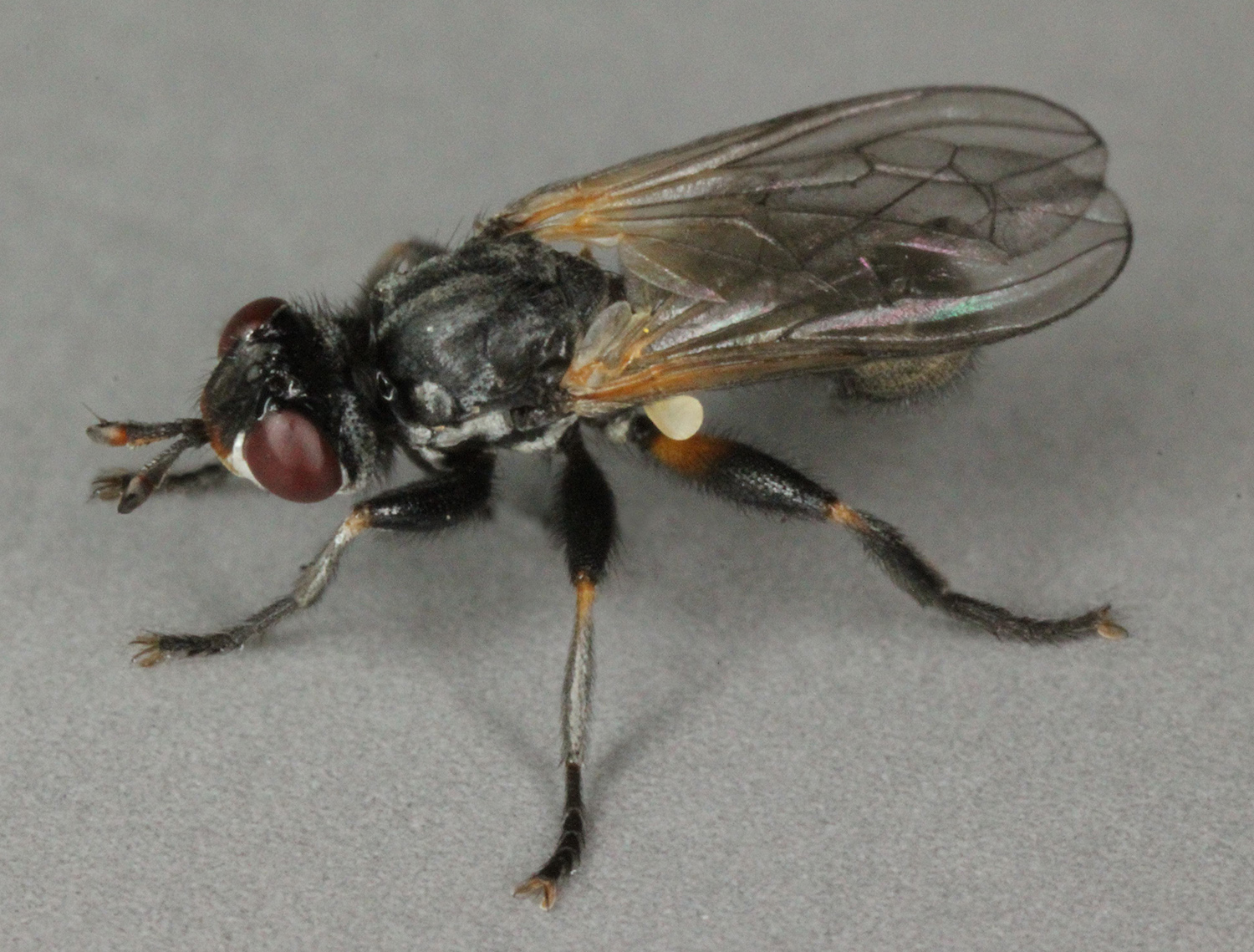
Thecophora atra
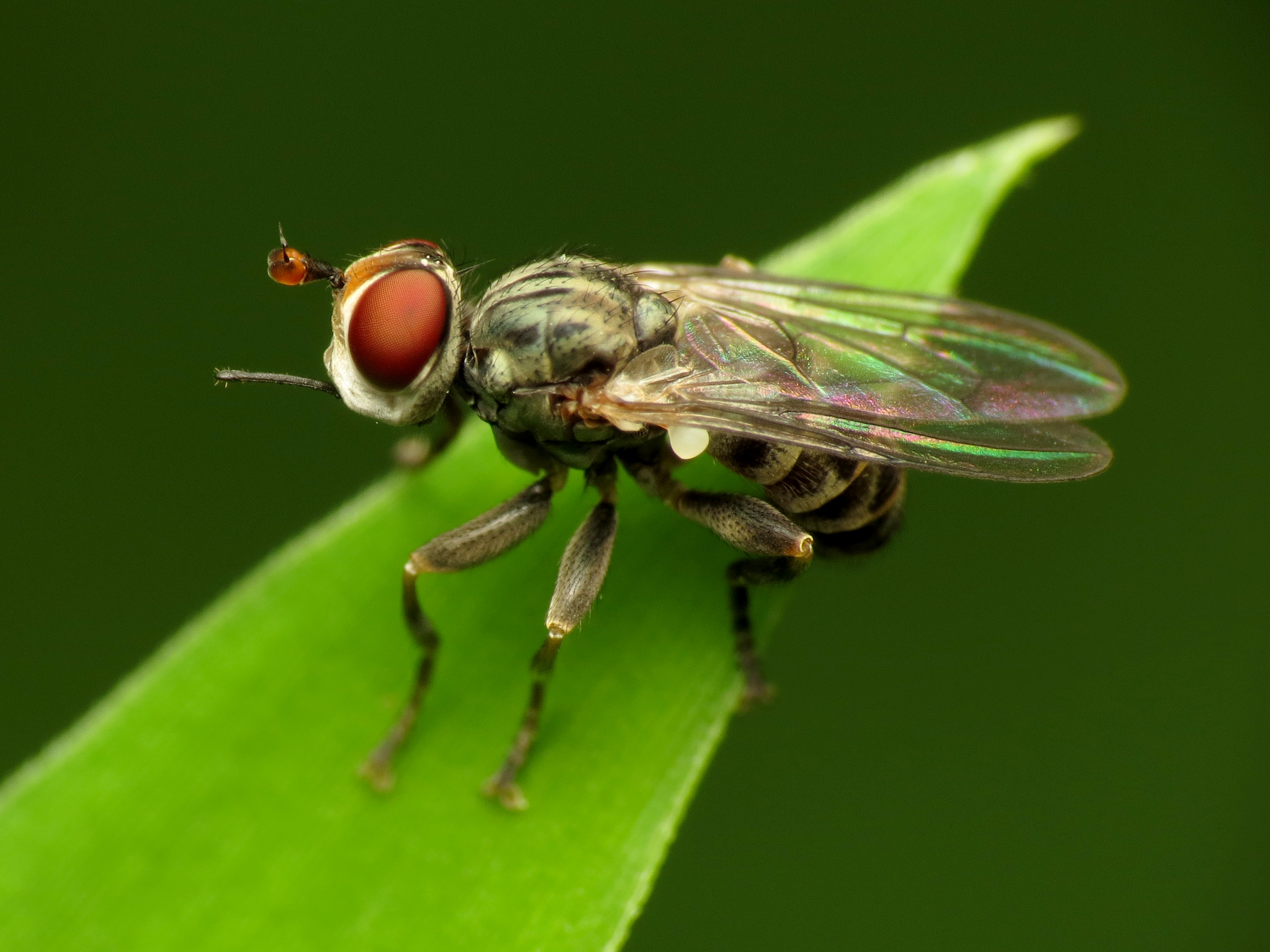
Zodion sp.